# Wilson Fittipaldi
Wilson Fittipaldi Júnior (ur. 25 grudnia 1943 w São Paulo, zm. 23 lutego 2024 tamże) – brazylijski kierowca wyścigowy i właściciel zespołu Formuły 1. Uczestniczył w 38 Grand Prix Formuły 1, w których zdobył łącznie 3 punkty. Po zakończeniu kariery kierowcy wyścigowego w latach 1974–1982 współprowadził zespół Fittipaldi Automotive.

## Życiorys

### Rodzina
Fittipaldi urodził się w dzień Bożego Narodzenia 1943 roku w São Paulo. Był najstarszym synem dziennikarza sportów motorowych i komentatora radiowego Wilsona seniora i jego żony Józefy "Juzy" Wojciechowskiej (Polki urodzonej na Wołyniu), którzy ścigali się samochodami produkcyjnymi krótko po II wojnie światowej. Wilson sr był inicjatorem wyścigu Mil Milhas Brasil, inspirowanego włoskim Mille Miglia. Wilson jr, zwany także „Wilsinho” lub „Tigrão”, w młodym wieku zainteresował się sportami motorowymi.
Jego synem jest Christian, były kierowca Formuły 1, CART i NASCAR, a młodszym bratem – Emerson, mistrz takich serii jak Formuła 1 czy CART. Podobnie, jak Jimmy Stewart czy Ian Scheckter, Wilson był w cieniu młodszego i bardziej utytułowanego brata.

### Kariera
Wilson Fittipaldi Júnior rozpoczynał karierę kierowcy wyścigowego, ścigając się gokartami, które wspólnie z bratem budowali w latach 60. Następnie ścigał się w Formuły Vee.
W 1966 roku przeniósł się do Europy, by ścigać się w Formule 3. Z powodu konfliktu z zespołem wrócił jednak do Brazylii. W 1970 roku, po sukcesach brata w Formule 2, przeniósł się do Anglii. W tym roku ścigał się dla Jim Russell Driving School Lotusem 59 w Brytyjskiej Formule 3, wygrał również wówczas rundę BARC Championship na Silverstone. Dobre rezultaty spowodowały, że w 1971 roku został kierowcą Formuły 2.
W Formule 2 ścigał się w zespole Team Bardahl Fittipaldi, korzystającego z samochodów Lotus i March. Odnosił przyzwoite rezultaty (m.in. drugie miejsce na torze Vallelunga). Na sezon 1972 został zaangażowany przez zespół Formuły 1 Brabham.
W Formule 1 Fittipaldi zadebiutował w Grand Prix Brazylii, gdzie zajął trzecie miejsce. Był to jednak wyścig niewliczany do klasyfikacji mistrzostw. W latach 1972–1973 ścigał się dla Brabhama, będąc kierowcą środka stawki.
W 1974 roku nie ścigał się, ponieważ przygotowywał założony przez siebie zespół Fittipaldi do debiutu w Formule 1 w sezonie 1975. Był jedynym kierowcą zespołu Fittipaldi w sezonie 1975, ale ukończył wyścig jedynie sześciokrotnie. Od 1976 roku zarządzał zespołem, a w charakterze kierowcy w zespole zastąpił go brat, Emerson. Zespół Fittipaldi Automotive został rozwiązany w 1983 roku.
Później Fittipaldi ścigał się jedynie okazyjnie. W latach 80. i na początku lat 90. brał udział w zawodach Stock Car Brasil, wygrywając kilka rund. W latach 1994–1995 wygrał wyścig Mil Milhas. W roku 2000 był gościnnym kierowcą Mercedesa, zajmując 8 i 11 miejsce w wyścigach ciężarówek FIA European Truck Racing Cup na torze Nürburgring. W 2008 roku wraz z Emersonem ścigał się dla zespołu WB Motorsports samochodem Porsche 997 GT3 w Brazylijskich Mistrzostwach GT3.

### Zarządzanie
Mimo że ojciec Wilsona i Emersona niechętne sponsorował synów na początku ich kariery wyścigowej, byli oni w stanie sfinansować swoje starty na własną rękę. Gdy byli nastolatkami, zarabiali pieniądze poprzez wyposażania samochodów klientów w niestandardowe części. Następnie budowali gokarty i samochody Formuły Vee. W 1968 roku miał miejsce projekt Fittipaldi-Porsche – samochód zbudowany przez braci Fittipaldi wspólnie z mechanikami Porsche, który następnie brał udział w wyścigach.
Pod koniec 1973 roku Fittipaldi namówił brazylijskiego producenta cukru i alkoholu – Copersucar – na sponsorowanie zespołu Fittipaldi Automotive, który Wilson założył wspólnie z bratem. Pod koniec 1975 roku zakończył karierę kierowcy wyścigowego i skupił się na kierowaniu zespołem, który istniał do początku 1983 roku.
Od tamtej pory angażował się w rodzinne interesy, w tym umowę dealerską z Mercedesem. Pracował także w telewizji i od 1996 roku był menedżerem syna, Christiana. W 2004 roku został dyrektorem technicznym zespołu WB Motorsports w brazylijskich wyścigach samochodów seryjnych V8.

## Rekordy
Przed braćmi Fittipaldi, w Formule 1 ścigała się trójka braci: Jimmy i Jackie Stewartowie, Pedro i Ricardo Rodríguezowie i Ernesto i Vittorio Brambillowie. Jednakże nigdy wcześniej bracia nie ścigali się w tym samym wyścigu Formuły 1, a pierwszymi braćmi, którzy tego dokonali, byli bracia Fittipaldi. Ponadto bracia Fittipaldi również jako pierwsi zdobyli punkty w tym samym wyścigu (Grand Prix Argentyny oraz Niemiec 1973). Następnych pięciu braci w Formule 1 – Ian i Jody Scheckterowie, Gilles i Jacques Villeneuve’owie, Manfred i Joachim Winkelhockowie, Teo i Corrado Fabi oraz Gary i David Brabhamowie – nie punktowało w tym samym wyścigu. Wyczyn ten wielokrotnie powtarzali natomiast bracia Michael i Ralf Schumacherowie, począwszy od Grand Prix Francji 1997.
Fakt zdobycia punktu w Grand Prix Japonii 1992 przez syna Wilsona, Christiana, był pierwszym przypadkiem w historii Formuły 1, kiedy to ojciec i syn zdobyli punkty. Ten wyczyn powtórzyli później Graham i Damon Hillowie, Mario i Michael Andretti, Gilles i Jacques Villeneuve’owie, Keke i Nico Rosbergowie, Satoru i Kazuki Nakajimowie oraz Nelson i Nelsinho Piquetowie.

## Wyniki w Formule 1
| Legenda oznaczeń w tabelach wyników Wyświetl szablon na nowej stronie | Legenda oznaczeń w tabelach wyników Wyświetl szablon na nowej stronie                                                                     |
| Oznaczenie                                                            | Wyjaśnienie |
| --------------------------------------------------------------------- | --- |
| Złoty                                                                 | Zwycięzca lub mistrzostwo |
| Srebrny                                                               | 2. miejsce lub wicemistrzostwo |
| Brązowy                                                               | 3. miejsce lub II wicemistrzostwo |
| Zielony                                                               | Ukończył, punktował (w klasyfikacji generalnej, gdy zdobył co najmniej jeden punkt na przestrzeni sezonu, poza trzema powyższymi opcjami) |
| Niebieski                                                             | Ukończył, nie punktował (w klasyfikacji generalnej, gdy nie zdobył co najmniej jednego punktu na przestrzeni sezonu)                      |
| Czerwony                                                              | Nie zakwalifikował się (NZ) |
| Czerwony                                                              | Nie prekwalifikował się (NPK) |
| Różowy                                                                | Nie ukończył (NU) |
| Różowy                                                                | Niesklasyfikowany (NS) (w klasyfikacji generalnej, gdy nie został sklasyfikowany w żadnym wyścigu sezonu)                                 |
| Czarny                                                                | Zdyskwalifikowany (DK) |
| Czarny                                                                | Wykluczony (WYK/EX) |
| Biały                                                                 | Nie wystartował (NW) |
| Biały                                                                 | Kontuzjowany (K/INJ) |
| Biały                                                                 | Wyścig odwołany (OD/C) |
| Bez koloru                                                            | Został wycofany (WYC/WD) |
| Bez koloru                                                            | Nie przybył (NP/DNA) |
| Bez koloru                                                            | Nie brał udziału w treningach (NT/DNP) |
| Bez koloru                                                            | Nie został zgłoszony (–) |
| Pogrubienie                                                           | Start z pole position |
| Kursywa                                                               | Najszybsze okrążenie wyścigu |
| †                                                                     | Nie ukończył, ale jego rezultat został zaliczony ze względu na przejechanie więcej niż 90% dystansu wyścigu.                              |
| *                                                                     | Sezon w trakcie |
| 1/2/3                                                                 | Punktowana pozycja w sprincie kwalifikacyjnym                                                                                             |
| Lista systemów punktacji Formuły 1                                    | |

| Rok  | Zespół                    | Samochód        | Silnik  | 1      | 2      | 3      | 4      | 5      | 6      | 7      | 8      | 9      | 10     | 11     | 12     | 13     | 14     | 15     | Msc. | Pkt. |
| ---- | ------------------------- | --------------- | ------- | ------ | ------ | ------ | ------ | ------ | ------ | ------ | ------ | ------ | ------ | ------ | ------ | ------ | ------ | ------ | ---- | ---- |
| 1972 | Motor Racing Developments | Brabham BT33    | Ford V8 | ARG -  | ZAF -  | ESP 7  | MCO 9  |        |        |        |        |        |        |        |        |        |        |        | NS   | 0    |
| 1972 | Motor Racing Developments | Brabham BT34    | Ford V8 |        |        |        |        | BEL NU | FRA 8  | GBR 12 | DEU 7  | AUT NU | ITA NU | CND NU | USA NU |        |        |        | NS   | 0    |
| 1973 | Motor Racing Developments | Brabham BT37    | Ford V8 | ARG 6  | BRA NU | ZAF NU |        |        |        |        |        |        |        |        |        |        |        |        | 15   | 3    |
| 1973 | Motor Racing Developments | Brabham BT42    | Ford V8 |        |        |        | ESP 10 | BEL NU | MCO 11 | SWE NU | FRA 16 | GBR NU | NLD NU | DEU 5  | AUT NU | ITA NU | CND 11 | USA 17 | 15   | 3    |
| 1975 | Copersucar                | Fittipaldi FD01 | Ford V8 | ARG NU |        |        |        |        |        |        |        |        |        |        |        |        |        |        | NS   | 0    |
| 1975 | Copersucar                | Fittipaldi FD02 | Ford V8 |        | BRA 13 | ZAF NZ | ESP NU | MCO NZ | BEL 12 | SWE 17 |        |        |        |        |        |        |        |        | NS   | 0    |
| 1975 | Copersucar                | Fittipaldi FD03 | Ford V8 |        |        |        |        |        |        |        | NLD 11 | FRA NU | GBR 19 | DEU NU | AUT NZ | ITA -  | USA 10 |        | NS   | 0    |